# مارکوس مان (بازیکن فوتبال)
مارکوس مان (انگلیسی: Marcus Mann؛ زادهٔ ۱۴ مارس ۱۹۸۴) بازیکن فوتبال اهل آلمان است.
از باشگاه‌هایی که در آن بازی کرده‌است می‌توان به باشگاه فوتبال کارلسروهه، باشگاه فوتبال دارمشتات ۹۸، باشگاه فوتبال زاربروکن، باشگاه فوتبال وهن ویسبادن، و باشگاه فوتبال هوفنهایم اشاره کرد.